# Jeff Uren
Jeff Uren (Ealing, Londen, 17 oktober 1925 - Exeter, 6 april 2007) was Britse auto- en rallycoureur en race-tuning-expert, voornamelijk werkend met Fords. Zijn beroemdste technische werken waren de V6 three litre Modified door Weslake Ford Cortina MkII Savage, en de BOSS 302 5.0 litre racemotor Ford Capri Stampede. Hij was ook betrokken bij de autosport als teammanager voor Ford en later het Willment/Race Proved-team samen met John Willment.
Na betrokken te zijn geweest bij racen, werkte hij ook in industriële techniek en ontwerp van commerciële gebouwen en antiek. Hij was een zeer goede vriend van Bernard Brooke, de eerste klas cricketspeler van Yorkshire.

## Biografie
Jeff Uren begon met racen op de Monte Carlo Rally in 1954, die hij samen met zijn broer Douglas deed in de Armstrong Siddeley van Douglas. Beiden stapten vanaf 1955 over op sedans. Douglas bleef een amateur en ze reden vaak in dezelfde races; Jeff werd echter een professional.
Jeff reed in het eerste seizoen van het British Saloon Car Championship in 1958, en eindigde als zesde in het coureurskampioenschap. Ook behaalde Uren zijn eerste overwinning in een Ford in Mallory Park. In 1959 werd hij kampioen in het tweede jaar van de BSCC met het besturen van een klasse C Ford Zephyr en eindigde hij voor de fabrieks-Ford-coureurs. Ford besloot toen dat ze hem bij zich wilden hebben en niet tegen hen.
Hij racete competitief, in saloon- en GT-evenementen, tot 1964 toen hij ging racen in verschillende Fords, waaronder Anglias, Prefects, 100E's en Cortina Mk1's. Hij hield klasserecords op Aintree, Goodwood, Brands Hatch en Snetterton in zijn Zephyr. Jeff nam tot 2000 deel aan verschillende historische race-evenementen.
Jeff Uren overleed op 6 april 2007 in Exeter op 81-jarige leeftijd.

## Carrière-overzicht

### British Saloon Car Championship-resultaten
| Jaar | Team                       | Auto                         | Klasse      | 1     | 2       | 3     | 4     | 5       | 6     | 7     | 8     | 9   | 10  | 11  | DC | Pts | Klasse |
| ---- | -------------------------- | ---------------------------- | ----------- | ----- | ------- | ----- | ----- | ------- | ----- | ----- | ----- | --- | --- | --- | -- | --- | ------ |
| 1958 | Jeff Uren                  | Jaguar 3.4 Litre Ford Zephyr | C           | BRH   | BRH 2   | MAL 1 | BRH 2 | BRH Ret | CRY 1 | BRH 2 | BRH 2 | BRH |     |     | 6  | 36  | 2      |
| 1959 | Jeff Uren                  | Ford Zephyr                  | C           | GOO 1 | AIN 1   | SIL 2 | GOO 1 | SNE 2   | BRH 1 | BRH 1 |       |     |     |     | 1  | 46  | 1      |
| 1960 | Jeff Uren                  | Ford Zephyr                  | Over 1000cc | BRH   | SNE     | MAL   | OUL   | SNE     | BRH 1 | BRH   | BRH   |     |     |     | NC | -   | NC     |
| 1961 | Jeff Uren                  | Ford Zephyr                  | C           | SNE   | GOO     | AIN   | SIL   | CRY     | SIL 3 | BRH   | OUL   | SNE |     |     | 18 | -   | NC     |
| 1962 | Jeff Uren                  | Ford Zephyr                  | C           | SNE   | GOO     | AIN   | SIL   | CRY 4   | AIN   | BRH   | OUL   |     |     |     | NC | -   | NC     |
| 1963 | John Willment Automobilies | Ford Cortina GT              | B           | SNE   | OUL Ret | GOO   | AIN   | SIL     | CRY 4 | SIL 3 | BRH   | BRH | OUL | SIL | NC | 6   | NC     |